# الصرادح (ذي السفال)

تعديل مصدري - تعديل

الصرادح محلة تابعة لقرية ارياب، التابعة لعزلة السيف بمديرية ذي السفال إحدى مديريات محافظة إب في الجمهورية اليمنية، بلغ تعداد سكانها 22 حسب تعداد اليمن لعام 2004.